# シルベスター・モーガン
シルベスター・モーガン（Sylvester Morgan、1983年2月22日 - ）は、アメリカ合衆国出身のバスケットボール選手である。ポジションはセンター。

## 来歴
ジョージア州立大学卒業後、5ヶ国でプレー。その後来日し、ライジング福岡に加入。
その後帰国し、2ヶ国でプレー。再び来日し、リンク栃木ブレックスに加入。
その後帰国し、フィリピンでプレー。三度来日し、群馬クレインサンダーズに加入。

## 経歴
- ジョージア州立大学 - バーミンガム・マジシャンズ（ABA） - オモニア・ニコシア（キプロス・ファーストディビジョン） - マリエッタ・ストーム（WBA） - リアレス・デラベガ（ドミニカ共和国） - 蔚山モービスフィバス（KBL - カバレロス・デ・シナロア（メLNBP） - ゲトス・デ・モナガス（LPB） - ライジング福岡（bjリーグ） - クリバス・バスケット（ウクライナ） - ピエノ・ジュバイグジュデス（LKL） - リンク栃木ブレックス（JBL） - グローバルポート（フィリピン） - 群馬クレインサンダーズ（bjリーグ）